# 遠藤純一
遠藤 純一（えんどう じゅんいち、1969年3月10日 - ）は、日本の俳優、声優。東京都出身。

## 人物
趣味は鉄道旅行。

## 出演
太字はメインキャラクター。 

### テレビアニメ
時期不詳
- 忍たま乱太郎（時期不詳 - 2020年、農家の主人、泥棒、真毛野押美〈3代目〉）

1997年
- 烈火の炎（客A）

2000年
- タイムボカン2000 怪盗きらめきマン（シネマ、ワンダーブル、寅さんクマ、鑑定人、セカンド助監督）
- ワイルドアームズ トワイライトヴェノム（学芸員）

2002年
- サイボーグ009 THE CYBORG SOLDIER（執刀医）
- ヒカルの碁（客、事務員、スタッフ）
- ふぉうちゅんドッグす（ブルート）

2003年
- キノの旅 -the Beautiful World-（図書館館長）
- 最遊記RELOAD（ボス）
- バロムワン（宇都宮隆）
- FIRESTORM（バビ）
- 魔獣戦線 THE APOCALYPSE（クラーケン、万条目）
- 無限戦記ポトリス（同志、アインス、ハルト）

2004年
- GANTZ（岡崎明俊）
- げんしけん（ミズドリ監督）
- トランスフォーマー スーパーリンク（カルロス、ガルバトロン）
- B-伝説! バトルビーダマン（スライ）
- BLEACH（2004年 - 2006年、司会者、腹震わす司会者）
- 魔法少女隊アルス（妖精シザー）

2005年
- アイシールド21（ジム）
- ギャラリーフェイク（検察官）
- クラスターエッジ（軍人）
- パタリロ西遊記!（黒風堂）

2006年
- 009-1（ゾンド・ソユーズ）
- NIGHT HEAD GENESIS（沖田）
- NARUTO -ナルト-（飛脚忍者463･72）

2007年
- 結界師（先生）
- 古代王者 恐竜キング Dキッズ・アドベンチャー（2007年 - 2008年、エド） - 2シリーズ
- レ・ミゼラブル 少女コゼット（クラクズー、花屋）

2008年
- ネオ アンジェリーク Abyss（議員、長老） - 2シリーズ
- ヤッターマン（第2作）（ミスター）

2010年
- しまじろう ヘソカ（2010年 - 2011年、パーラーおじさん、カーバー博士）
- スティッチ!（2010年 - 2012年、ノウジー） - 2シリーズ + 特別編
- テガミバチ（マック）

2011年
- NARUTO -ナルト- 疾風伝（ヨクヨウ）

2020年
- 体操ザムライ（担任）

2024年
- うる星やつら (2022)（骨董屋店主）

2025年
- GUILTY GEAR STRIVE: DUAL RULERS（ヴァーノン）

### 劇場アニメ
- いのちの地球 ダイオキシンの夏（2001年、保健所の職員）
- 夢かける高原 清里の父 ポール・ラッシュ（2002年、ハリー牛山[9]）
- ハードル（2004年、中川先生）
- 劇場版 甲虫王者ムシキング グレイテストチャンピオンへの道（2005年）
- 大ちゃん、だいすき。（2007年、小川先生[10]）
- 劇場版 NARUTO -ナルト- 疾風伝 絆（2008年、空忍幹部）

### OVA
- 電脳戦隊ヴギィ'ズ★エンジェル（1998年、グレイ）
- 思春期美少女合体ロボ ジーマイン（1999年、黒服C）
- GUNDAM EVOLVE../9 MSZ-006 Z-GUNDAM（2006年、カトー）

### ゲーム
- 金田一少年の事件簿3 青龍伝説殺人事件（1999年、城山昇）
- ぼくらのかぞく（2005年、高砂ちなつ）
- ROGUE GALAXY ディレクターズカット（2005年、コーディソン）
- アンチャーテッド 海賊王と最後の秘宝（2016年、バルガス）
- ゴッド・オブ・ウォー（2018年、ブロック）
- ゴッド・オブ・ウォー ラグナロク（2022年、ブロック[11]）

### ドラマCD
- 刻の大地（ナバロの手下）

### 吹き替え

#### 担当俳優
ウィル・フェレル
- アダルト♂スクール（フランク・リカード）
- ウェディング・クラッシャーズ（チャズ）
- ビトウィーン・トゥ・ファーンズ: ザ・ムービー（本人役）
- ユーロビジョン歌合戦 〜ファイア・サーガ物語〜（ラーズ）

クリス・ペン
- 完全犯罪クラブ（レイ）
- キス★キス★バン★バン（ババ）
- ダーウィン・アワード（トム・スパロウ）
- トム・グリーンのマネー・クレイジー スットコ大作戦（デヴィッド・ローチ）

ケヴィン・スミス
- ジェイ&サイレント・ボブ 帝国への逆襲（2004年、サイレント・ボブ）※ソフト版
  - ジェイ&サイレント・ボブ リブートを阻止せよ!（2020年）

- 恋は突然に。（サミー）

ジェイソン・サダイキス
- 幸せのセラピー（ジム・ウィットマン）
- ムービー43（バットマン）
- モンスター上司（カート・バックマン）
- モンスター上司2（カート・バックマン）

セス・ローゲン
- 宇宙人ポール（ポール）
- 恋するポルノ・グラフィティ（ザック）
- ザ・シェフ・ショー -だから料理は楽しい!- #8（本人役）
- ザ・スタジオ（マット・レミック）
- 人生はノー・リターン 〜僕とオカン、涙の3000マイル〜（アンディ・ブリュースター）
- スティーブ・ジョブズ（スティーブ・ウォズニアック）
- スパイダーウィックの謎（ホグスクイール）
- ゼロヴィル: ハリウッドに憑かれた男（ヴァイキング・マン）
- ナイト・ビフォア 俺たちのメリーハングオーバー（アイザック・グリーンバーグ）
- ネイバーズ（マック・ラドナー）
- ネイバーズ2（マック・ラドナー）
- パパと娘のハネムーン（ジェフ）
- ファンボーイズ（シーショルツ / ローチ）
- フリークス学園（ケン）
- マペット大集合!（本人役）
- 無ケーカクの命中男/ノックトアップ（ベン・ストーン）
- 40歳の童貞男（キャル）

ポール・アデルスタイン
- クルーエル・サマー シーズン2（スティーヴ）
- トゥルー・ストーリー～嘘と真実～（トッド）
- プライベート・プラクティス 迷えるオトナたち（クーパー・フリードマン）
- モンスターズ: メネンデス兄弟の物語 #9（デヴィッド検察官〉

ルイス・ロンバルディ
- アニマルマン（ファティ）
- 24 -TWENTY FOUR-（エドガー・スタイルズ）
- バトルシップ（バーテンダー）

#### 映画
- 永遠のこどもたち（レオ・バラバン教授）
- カリートの道 暗黒街の抗争（ティニー）
- ギャングスター・ナンバー1（エディ・ミラー〈エディ・マーサン〉）
- ザ・キーパー 監禁（ワトソン市長）
- 上海の伯爵夫人（アントワーヌ・ジャキエ〈ジャン＝ピエール・ロリ〉）
- スパイラル・バイオレンス（レチョン）
- スリーピング・ディクショナリー（フェイマス）
- セックス・アンド・マネー（マーティ）
- ゾウがお家にやって来た（先生）
- ダンス・レボリューション（ロドニー・ジャーキンス）
- 26世紀青年（ケラー）
- バーシティ・ブルース（スタビー・タナー）
- バニシングin60″（ハインズ刑事）※ソフト版
- 評決のとき（ビリー・レイ・コブ〈ニッキー・カット〉）※フジテレビ版
- ヘルライド（ボブ・ザ・バム）
- ホランド（スクイグス・グローマン〈ジェフ・ポープ〉[16]）
- ラスト・キャッスル（サンパー）
- リトル・チルドレン（ドウェイン・ロジャース）

1998年
- ブラックジャック ※テレビ朝日版
- ヘビーウェイト サマー・キャンプ奪還作戦（パット〈トム・マッゴーワン〉）※VHS版

1999年
- ヴァンパイア/最期の聖戦
- エア・リベンジャー 撃墜
- オスカー・ワイルド
- 男たちの挽歌III アゲイン/明日への誓い ※カルチュア・パブリッシャーズ版
- 奇蹟の輝き
- ゴールデンボーイ（アーチー〈イライアス・コティーズ〉、ジョーイ〈ジョシュア・ジャクソン〉）
- デッドマンズ・カーブ（ジミー）
- ビーン（ジェイコブソン医師）※DVD・VHS版
- ブレーキ・ダウン ※日本テレビ版
- プレイバック（フィリップ）
- ペイバック（フィル〈ジョン・グローヴァー〉）※ソフト版

2000年
- ヴァンパイア・イン・ブルックリン（アンソニー〈ニック・コッリ〉）※フジテレビ版
- エア・バディ
- キラー・ディール 臓器移植契約
- アンジェラ（牧師〈ヴィンセント・ギャロ〉）
- インバトル（ダン〈ドナルド・フェイソン〉）
- ウェイクアップ!ネッド
- 失われた男 NIGHTWORLD
- 新・荒野の七人 馬上の決闘（マキシミリアーノ〈レニ・サントーニ〉）※テレビ東京版
- 25年目のキス（ブレット）
- ハビタ/新種生命体（ジョー・ジョンソン）
- ブレックファースト・オブ・チャンピオンズ（ヴァーノン）
- ベレッタ2000 暗殺者（ニューマン）
- 弁護人（アーニー）
- ラストゲーム（マンス）
- ラストサマー（マックス〈ジョニー・ガレッキ〉）※テレビ朝日版
- ラビナス（リンダス）
- リプリー（ピーター・スミス＝キングスリー〈ジャック・ダヴェンポート〉）※ソフト版

2001年
- アンタッチャブル（太った男〈ジョン・ブラッキ〉）※ソフト版
- エアフォース・ワン ※日本テレビ版
- オゾンクライシス
- 奇蹟の降る空（エリクソン）
- クリムゾン・リバー（スキンヘッド）※ソフト版
- コンタクト（ジョン・ホリマン）※テレビ東京版
- 13ウォーリアーズ
- ザ・ネゴシエーター 交渉人（バリー・ランバート）
- セシル・B/ザ・シネマ・ウォーズ（ケヴィン・ニーロン〉）
- セブン（デイヴィス巡査）※テレビ朝日版
- デュエット（トッド・ウッズ〈ポール・ジアマッティ〉）※ソフト版
- ハード・トゥ・ダイ（ヤノシュ・リフキン〈ウェイン・デュヴァル〉）
- 身代金（カビー〈ドニー・ウォルバーグ〉）※テレビ朝日版
- ミリオンダラー・ホテル（テレンス・スコーピー〈ジュリアン・サンズ〉）
- ラスト・アクション・ヒーロー（M.C.ハマー）※テレビ朝日版
- ラッキー・ナンバー（ウォルター〈マイケル・ムーア〉）
- リーサル・ウェポン4 ※ソフト版、日本テレビ版

2002年
- 姉のいた夏、いない夏。
- イギリスから来た男（ジョン〈ジョー・ダレッサンドロ〉）
- イビサボーイズ GO DJ!
- O（ロジャー〈エルデン・ヘンソン〉）
- オーバー・サマー 爆裂刑事（ストーン）
- おいしい生活（デローチ、オリヴァー）
- カジノ・ヒート
- キプール 勝者なき戦場（クロイツナー空軍医）
- 脅迫者 バッド・スパイラル
- キング・オブ・ポルノ（マイケル・ケネディ）
- 恋する40DAYS（マイキー）
- ジャスティス（W・ロイ・ポッツ〈マイケル・ウェストン〉）
- ストーカー（ライオン巡査）
- ダブルタップ（ヴィンセント〈ヴィンセント・コク〉）
- チアーズ!（フリーマン）
- ハード・アライブ（ダグ）
- ビューティフル（ルーディ〈ブレント・ブリスコー〉、ブルームフィールド警部補）
- ブラックホーク・ダウン（ダニエル・ブッシュ〈リチャード・タイソン〉）※ソフト版
- ぼくの神さま（バテリン、ハンス）
- YAMAKASI（ミシュラン）
- ラスト・プレゼント（ペク）
- レクイエム・フォー・ドリーム（タピー・ティポンズ〈クリストファー・マクドナルド〉）
- ローラーボール（スポーツアナウンサー〈ポール・ヘイマン〉）※ソフト版

2003年
- アンダーカバー（ジェイ〈ロマーノ・オルザリ〉）
- 裏切り者（ジェリー・リフキン巡査〈デイヴィッド・ザヤス〉）
- オースティン・パワーズ
- オースティン・パワーズ ゴールドメンバー（若きバジル）
- カルマ（チュウ〈チョイ・シウキョン〉）
- 奇蹟の詩 サード・ミラクル
- グローリー・デイズ/旅立ちの日（ダグ〈ブレンダン・フレイザー〉）
- ゴーストシップ（マンダー〈カール・アーバン〉）
- ゴッド・クローン（デモレー将軍）
- シャンハイ・ヌーン（ブルー）※ソフト版
- ショウタイム（フリオ〈ジュダ・フリードランダー〉）※ソフト版
- スウェプト・アウェイ（トッド〈マイケル・ビーティー〉）
- スズメバチ（ナセール〈サミー・ナセリ〉）※ソフト版
- ストレイト・ストーリー（ハラルド〈ケヴィン・ファーレイ〉）
- S.W.A.T.（ガス）※ソフト版
- ハードキャッシュ（ホセ）
- パラサイト（ジョン・テイト先生〈ダニエル・フォン・バーゲン〉）※ソフト版
- ファイターズ・レガシー（チー・チャン）
- ブラッディ・マロリー（ヴェナ・カヴァ）
- マトリックス レボリューションズ（トレインマン〈ブルース・スペンス〉）※劇場公開版
- ユニバーサル・ソルジャー/ザ・リターン（ブラックバーン大尉〈ジャスティン・ラザード〉）
- 容疑者

2004年
- アイドルとデートする方法
- 穴（トム・ハワード）
- エヴァとステファンとすてきな家族（ヨーラン〈グスタフ・ハンマシュテーン〉）
- カラー・オブ・ハート
- ギャザリング（ルーク・フレイザー）
- キングコブラ（ユルゲン・ウェルナー〈ニック・ジェイムソン〉）
- クジラの島の少女（ラウィリ・アピラナ）
- グッバイ、レーニン!（ローベルト・ケルナー〈ブルクハルト・クラウスナー〉）
- 狂っちゃいないぜ（ピート）
- レッド・ウォーター/サメ地獄（ジェリー）※VHS版
- キラータクシー（犯人）
- ズーランダー（ルーファス、レニー・クラヴィッツ）
- ダンス・レボリューション
- チャンピオン 明日へのタイトルマッチ（スタン・パーラー〈レイフ・スポール〉）
- ドラムライン（ショーン〈レナード・ロバーツ〉）
- パニッシャー（バンポ〈ジョン・ピネット〉）
- ぼくの名犬テンペスト（ジャコモ）
- マーシャル・ロー（マイク・ヨハンセン〈マーク・バレー〉）
- マイアミ・ガイズ -俺たちはギャングだ-（マーティ〈フランク・ヴィンセント〉）
- マスター・アンド・コマンダー（ウィリアム・モウェット）
- マッケンナの黄金（ベン・ベイカー〈イーライ・ウォラック〉）※ソフト版

2005年
- クリビアにおまかせ!（マルコ、警官2、通行人男、運転手、医者、宣伝、店員、工事夫 他）
- アスファルト・レーサー（ティオ〈マウリシオ・リヴェラ〉）
- オールド・ルーキー
- エイプリルの七面鳥
- オスカーとルシンダ（パーシー・スミス）
- きみに読む物語（バーンウェル医師）
- キング・アーサー
- 50回目のファースト・キス（ニック、トム、工場労働者〈ケヴィン・ジェームズ〉）
- サハラ 死の砂漠を脱出せよ（ルディ・ガン〈レイン・ウィルソン〉）※ソフト版
- シビル・ガン/楽園をください（アルフ・ボーデン〈マーク・ラファロ〉）
- スーパーサイズ・ミー（ジャレド・フォーグル、ドン・ゴースク、ロン・イングリッシュ）
- 天才チンパンジー ジャック/スケートボードに挑戦（オラフ・シュカーダンツ）
- デンジャラス・ビューティー（フランク・トービン）※日本テレビ版
- 隣のリッチマン
- トラブル IN ベガス（アーロン〈ショーン・アスティン〉）
- 人間人形 デッドドヲル（デイヴ〈マット・ボーレン〉）
- バットマン ビギンズ（アーノルド・フラス刑事〈マーク・ブーン・ジュニア〉）※劇場公開版
- ヒッチャーII 心臓"完全"停止（ライル）
- ブリジット・ジョーンズの日記（サイモン）
- ブルドッグ

2006年
- アイス・ハーヴェスト 氷の収穫（ピート〈オリヴァー・プラット〉）
- エミリー・ローズ
- 大きなお友達 ミーシー
- 踊れトスカーナ!
- 君とボクの虹色の世界（アンドリュー〈ブラッド・ウィリアム・ヘンケ〉）
- グッド・ガール バッド・ガール（ジョシュア）
- シティ・コネクション（アメリカの売人〈マイケル・マドセン〉）
- トラブル・カレッジ/大学をつくろう!（シャーマン・シュレイダー〈ジョナ・ヒル〉）
- ナイト・オブ・ザ・スカイ（エズブリー大佐）
- パープル・バタフライ（吉川）
- ヒトラーの贋札（ホルスト親衛隊小隊長〈マルティン・ブラムバッハ〉）
- フローレス（ソニー）
- ミーン・ガールズ（カー〈ドウェイン・ヒル〉）
- 歓びを歌にのせて（アーン）
- リバウンド（ニューワース、トム・アーノルド）
- レジェンド 三蔵法師の秘宝（ボブ〈デイン・クック〉）

2007年
- ICHIGEKI 一撃（イボー）
- ウィンブルドン（ロン・ロス〈ジョン・ファヴロー〉）
- エアポート フライト323（サイラス〈ケヴィン・ダン〉）
- オーロラの彼方へ（バッチ・オコンネル）※ソフト版
- クロコダイル・ダンディー in L.A.（ミロス・ドラブニック〈ジョナサン・バンクス〉）※ソフト版
- グロリア
- ストンプ!（デレイ・デイヴィス）
- スパイダーマン3
- ディテクティヴ
- ディテンション（シド・ヴァンス〈マーカス・トーマス〉）
- ハニーVS.ダーリン 2年目の駆け引き（ジョニー・オストロフスキー〈ジョン・ファヴロー〉）
- ブリジット・ジョーンズの日記 きれそうなわたしの12か月（ジャイルズ・ベンウィック）
- ブルー・カラー/怒りのはみだし労働者ども（ジェンキンス）
- ふわっとアルバート（アルバート〈キーナン・トンプソン〉）
- ヘヴィメタル
- ホワイト・インフェルノ2（ハンス・メルテンス）
- 善き人のためのソナタ（カール・ヴァルナー〈マティアス・ブレンナー〉）
- リコシェ/炎の銃弾 ※DVD版
- リプレイスメント
- レッドライン（ディッグス）
- 私は告白する（ピエール・グランドフォート〈ロジャー・ダン〉）※PDDVD版

2008年
- 暗黒街 若き英雄伝説
- エージェント・ゾーハン（マイケル〈ニック・スウォードソン〉）
- オーメン ミレニアム（ビル〈ジョフィ・リーズ〉）
- ガーフィールド2（ホテル従業員〈JB・ブラン〉、プレストン〈リチャード・E・グラント〉）
- 凶悪海域 シャーク・スウォーム
- 近距離恋愛
- 素敵な人生のはじめ方（ボビー〈ボビー・カナヴェイル〉）
- スローター/死霊の生贄（タイラー）
- デイ・ウォッチ
- デイズ・オブ・グローリー（アブデルカデ〈サミ・ブアジラ〉）
- テネイシャスD 運命のピックをさがせ!（JB〈ジャック・ブラック〉）
- デンジャラス・ビューティー2（カール・スティール〈ニック・オファーマン〉）※日本テレビ版
- トレマーズ・ライジング（トマ）
- ハイスクール白書 優等生ギャルに気をつけろ!（ポール・メッツラー〈クリス・クライン〉）
- ファイアー・ドッグ 消防犬デューイの大冒険（ジョー〈ビル・ナン〉）
- プリズン（フランク・ミラー〈トム・サイズモア〉）
- 燃えよ!ピンポン（ランディ・デイトナ〈ダン・フォグラー〉）
- モテる男のコロし方（トミー）

2009年
- アフロ忍者（クリーボン〈ジム・ケリー〉）
- アラトリステ（オリバーレス伯爵〈ハビエル・カマラ〉）
- インファナル・シティ/女捜査官サンドラ
- エアポート/トルネード・チェイサー（バーニー〈マヌエル・ウィッティング〉）
- 俺たちフィギュアスケーター（ヘクター〈ニック・スウォードソン〉）
- キル・ブル 〜最強おバカ伝説〜
- ゲット スマート（ロイド〈ネイト・トレンス〉）※ソフト版
  - ブルース&ロイドのボクらもゲットスマート（ロイド〈ネイト・トレンス〉）

- コレラの時代の愛（ロレンソ・ダーサ〈ジョン・レグイザモ〉）
- サスペリア・テルザ 最後の魔女（マイケル）
- スモーキング・ハイ（レッド〈ダニー・マクブライド〉）
- デス・レース（リスト）
- デス・レース2（ロッコ）
- ハットしてキャット
- ロンゲスト・ヤード（イングルハート看守〈ケビン・ナッシュ〉）

2010年
- アメリカン・ヒストリーX（セス・ライアン〈イーサン・サプリー〉）
- お願い!プレイメイト
- 俺たちヒップホップ・ゴルファー（ビッグ・ラージ〈フェイゾン・ラヴ〉）
- ガリバー旅行記
- 奇跡のロングショット（カーティス・プラマー〈アイス・キューブ〉）
- セックス・クラブ（デニー〈ブラッド・ウィリアム・ヘンケ〉）
- ツイスター2010（ボブ）
- ネバー・サレンダー 肉弾凶器
- ワイルドシングス4（ジョージ・ステューベン）

2011年
- あの頃ペニー・レインと（デニス・ホープ〈ジミー・ファロン〉）
- ある日モテ期がやってきた（ディラン〈カイル・ボーンハイマー〉）
- エバー・アフター（ローラン隊長）
- サロゲート（ボビー〈デヴィン・ラトレイ〉）
- スマーフ（グラウチー）
  - スマーフ2 アイドル救出大作戦!

- ソフィア・ローレン 母の愛
- デュー・デート 〜出産まであと5日!史上最悪のアメリカ横断〜（イーサン・トレンブレー〈ザック・ガリフィアナキス〉）
- ハングオーバー! 消えた花ムコと史上最悪の二日酔い（フランクリン〈ロブ・リグル〉）
- ミッション:インポッシブル/ゴースト・プロトコル（ボグダン〈ミラジ・グルビク〉）
- ミニヴァー夫人（バラード駅長〈ヘンリー・トラヴァース〉）※PDDVD版

2012年
- インディ・ジョーンズ シリーズ（サラー〈ジョン・リス＝デイヴィス〉）※WOWOW版
  - レイダース/失われたアーク《聖櫃》
  - インディ・ジョーンズ/最後の聖戦

- 英雄の証明
- エリザベス（ワッド財務大臣）
- カウボーイ & エイリアン（ナット・コロラド〈アダム・ビーチ〉、リトル・ミッキー〈ワイアット・ラッセル〉）
- ゲーム・チェンジ 大統領選を駆け抜けた女（ランディ・シューネマン）
- ただ君だけ（パク・チャンス）
- ドラゴン・タトゥーの女（プレイグ〈トニー・ウェイ〉）
- トレジャーアイランド（ジョーイ）
- バンデットQ（オグ）※35周年BD版盤追加収録
- ハリウッドランド（ラス・テイラー〈ブラッド・ウィリアム・ヘンケ〉）
- ミラグロ/奇跡の地（ジェリー・G）
- MIB メン・イン・バカ（エイドリアン）
- レジェンド・オブ・フォール/果てしなき想い（ジョン・T・オバニオン）※BD版

2013年
- アメリカン クリスマス・キャロル（ブリュースター〈クリス・ウィギンズ〉）※テレビ東京版
- アリス・イン・ワンダーランド（ヘイミッシュ・アスコット〈レオ・ビル〉）※フジテレビ版
- エイリアン バスターズ（フランクリン〈ジョナ・ヒル〉）
- テッド（ジョニー・カーソン、テッド〈セス・マクファーレン〉）※PG12版
- スモール・アパートメント ワケアリ物件の隣人たち（フランクリン〈マット・ルーカス〉）
- バトルシップ（ビースト上等兵曹〈ジョン・チュイ〉）
- ホーンテッド（カイダノフスキ）
- ボーン・レガシー（アーサー・イングラム〈マイケル・チャーナス〉）
- ムービー43（セス・マクファーレン、ロバート・ミラー〈リーヴ・シュレイバー〉）
- ランダウン ロッキング・ザ・アマゾン

2014年
- アメリカン・パイ in ハレンチ教科書（ルーブ〈ブランドン・ハーデスティ〉）
- ガス燈（ウィリアムズ巡査〈トム・スティーブンソン〉）※PDDVD版
- 桑港（ジャック・バーリー〈ジャック・ホルト〉）※PDDVD版
- ジャンヌ・ダーク（アランソン公〈ジョン・エメリー〉）※PDDVD版
- 別離（チャールス〈セシル・ケラウェイ〉）※PDDVD版
- ミスターGO!（リム・シャオガン）
- モロッコ（マネージャー〈ポール・ポルカシ〉）※PDDVD版

2015年
- 或る夜の出来事（アンドルーズ〈ウォルター・コノリー〉）※PDDVD版
- テッド2（ジェイ・レノ）
- 夏至（トゥアン）
- フィフス・エステート/世界から狙われた男（ニック・デイヴィス〈デヴィッド・シューリス〉）

2016年
- ある会社員（クォン・ジョンテ〈クァク・ドウォン〉）
- ピーウィーのビッグ・ホリデー（ゴードン〈パトリック・イーガン〉）
- クーデター（ケニー・ロジャース、首相）
- ピーウィーのビッグ・ホリデー（ゴードン〈パトリック・イーガン〉）
- ミケランジェロ・プロジェクト（歯科医〈ミヒャエル・ブランドナー〉、ヘルマン・ゲーリング）

2017年
- アメリカで最も嫌われた女性（ゲイリー・カー〈ロリー・コクレーン〉）
- 美しい湖の底（アンディ・サイクス〈レイン・ウィルソン〉）
- Emma エマ（エルトン〈アラン・カミング〉）※Netflix版
- ジャックと天空の巨人（宮中画家）
- フェンス（ガブリエル〈ミケルティ・ウィリアムソン〉）
- ブライト（モンテヒュー）

2018年
- エクスティンクション 地球奪還（ピーター〈マイケル・ペーニャ〉）
- ザ・ゲーム 〜赤裸々な宴〜（ベン〈グレゴリー・ガドゥボワ〉）
- 世界で一番殺された女（アンドレ〈ミシェル・フォー〉）
- セットアップ: ウソつきは恋のはじまり（リック〈テイ・ディグス〉）
- レディ・プレイヤー1（ヒゲのシクサー研究員）
- Mr.&Mrs. スパイ（ジェフ・ガフニー〈ザック・ガリフィアナキス〉）
- メガロドン（R・P・マクギニス）

2019年
- ポーラー 狙われた暗殺者（ブルート〈マット・ルーカス〉）
- ワイルド・スピード/スーパーコンボ（ジョナ〈クリフ・カーティス〉）
- ワンダー・ウーマンとマーストン教授の秘密（MC・ゲインズ〈オリヴァー・プラット〉）
- ワン・デイ 23年のラブストーリー（イアン〈レイフ・スポール〉）

2020年
- インバトル（ダン〈ドナルド・フェイソン〉）
- 世界の涯てに（ジュー〈ジョーダン・チャン〉）※DVD版
- ドクター・スリープ（バーテンダー〈ヘンリー・トーマス〉）

2021年
- DCエクステンデッド・ユニバース（ジョン・エコノモス〈スティーヴ・エイジー〉）
  - ザ・スーサイド・スクワッド “極”悪党、集結
  - シャザム!〜神々の怒り〜

- バイオハザード: ウェルカム・トゥ・ラクーンシティ（運転手）

2022年
- KIMI/サイバー・トラップ（ブラッド〈デレク・デルガウディオ〉）
- 少女バーディ～大人への階段～（ヒゲモジャ〈ポール・ケイ〉）
- モガディシュ 脱出までの14日間（ハン・シンソン大使〈キム・ユンソク〉）

2023年
- MEN 同じ顔の男たち（ジェフリー〈ロリー・キニア〉）

2024年
- 失恋セラピー（トルガイ〈ウーズグール・カラデニス〉）
- シャーリー・チザム（コンラッド・チザム〈マイケル・チェリー〉）
- ブルー きみは大丈夫（ジェレミー〈ボビー・モイニハン〉）
- フライ・ミー・トゥ・ザ・ムーン（ウォルター〈クリスチャン・クレメンソン〉）
- ハロウィン THE END（ロナルド・プレヴォ〈リック・ムース〉）
- わたしの心のなか（ディミング先生〈マイケル・チャーナス〉）

2025年
- ラ・ドルチェ・ヴィッラ（ニノ〈シモーネ・ルグリオ〉）
- スンブ:二人の棋士（チョン・スンピル〈コ・チャンソク〉）

#### ドラマ
- ヒットラー（ヘルマン・ゲーリング大尉、グレゴール・シュトラッサー）
- 野良犬たちの掟（ダンディ）

1999年
- ターザンの大冒険（レイサリアン他多数）※NHK-BS2版
- ハイテク武装車バイパー2（ヤング、メイエン）

2000年
- エド（ケニー）
- トータル・リコール2070（クリーブラント、アンディ、エディー、モクソン、ベッカー、クロチェック 他）

2001年
- アルゴノーツ 伝説の冒険者たち（カストール〈オミッド・ジャリリ〉）
- ER緊急救命室（2001年 - 2004年）
  - シーズン6 #10（デイロン〈ブライアン・フックス〉）
  - シーズン7 #1（ライアン〈ジョナサン・マンガム〉）
  - シーズン8（ブライアン〈マシュー・セトル〉）、#19（スワースキー〈ジョー・リシ〉）
  - シーズン9 - 13（ダーネル・ティボー〈ハッサン・イニコ・ジョンソン〉）

- ふたりは最高!ダーマ&グレッグ シーズン3 #14（ウェイター）
- ミステリー・ゾーン シーズン1 #7（アダムズ）※ソフト版

2002年
- バンド・オブ・ブラザース（ブル・ランドルマン軍曹〈マイケル・カドリッツ〉）

2004年
- 天国の階段（パク）

2005年
- バビロン5（ウェルズ、ブラザー・エドワード）

2006年
- スターゲイト アトランティス（ロドニー・マッケイ〈デヴィッド・ヒューレット〉）

2007年
- アグリー・ベティ4（ウィルディーバ）

2008年
- 合衆国崩壊の日（ジョン・ニーロン〈クラーク・ジョンソン〉）
- サード・ウォッチ（刑事、ブランド・リーニ、マハラビアン、ファインド、レナード、トニー）
- ダーティ・セクシー・マネー（パトリック・ダーリング〈ウィリアム・ボールドウィン〉）

2010年
- iCarly
- 倚天屠龍記（兪連舟、棒のおかしら、簡掟）
- コールドケース6（グレン）
- 蒼穹の昴（老金）

2011年
- 救命医ハンク2 セレブ診療ファイル（マック）
- グッド・ワイフ（マイナー、ウェード〈ミケルティ・ウィリアムソン〉、エリック）
- 刑事ヴァランダー 白夜の戦慄（ニーベル〈リチャード・マッケイズ〉）
- コールドケース7 ザ・ファイナル（エディ・クラーク）
- 孫子兵法
- ボードウォーク・エンパイア 欲望の街
- ホワイトチャペル2 終わりなき殺意
- リゾーリ&アイルズ ヒロインたちの捜査線（ジョン・J・マーフィー、サム・ロイド）

2012年
- THE KILLING/キリング シーズン2（トマス・ブク〈ニコラス・ブロ〉）
- CSI:マイアミ10 ザ・ファイナル（ラリー）
- ジェシー!（バートラム）
- 主任警部アラン・バンクス2（ダニエル・クレイトン）
- デスパレートな妻たち7（ヘクター・サンチェス）
- PERSON of INTEREST 犯罪予知ユニット（ロバート・ソウスキー）
- ハイ・インシデント/警察ファイルJ（ミグス、ジョージ、マルテン、フィネガン、エディ）
- ブルーブラッド 〜NYPD家族の絆〜（ウォルター・ライダー）
- ミディアム7 最終章（サム・ディラー弁護士）
- 私はラブ・リーガル2（マイク・バリー）

2013年
- アンフォゲッタブル 完全記憶捜査（ヴィクター）
- ゲーム・オブ・スローンズ（ミアのソロス、エドミュア・タリー〈トビアス・メンジーズ〉）
- 私はラブ・リーガル3 #6（オーウェン・フレンチ〈レックス・メドリン〉）

2014年
- スパイダー・エンジェル MISSION 2:ブレイン・ドレイン（ジェンセン・マニング）

2015年
- HAWAII FIVE-0（トニー・デニソン）
- マイ・ビッグ・ファット・ライフ!（トーマス・ミラー〈スティーヴン・エクホルト〉）

2016年
- VINYL‐ヴァイナル- Sex,Drugs,Rock'n'Roll&NY（ジュリー・シルヴァー〈マックス・カセラ〉）
- ブラインドスポット タトゥーの女（ショヒード・アクター〈アジェイ・ナイデュ〉）
- THE BRIDGE/ブリッジ シーズン3（フレディ・ホルスト〈ニコラス・ブロ〉）

2017年
- GOTHAM/ゴッサム シーズン2（カップケーキ）
- THIS IS US/ディス・イズ・アス（トビー・デイモン〈クリス・サリヴァン〉）

2018年
- S.W.A.T.（バック・スパイビー〈ルイス・フェレイラ〉）
- ユーリカ シーズン3（アンディ）

2019年
- マンダロリアン（ミスロル〈ホレイショ・サンズ〉）
- ヤング・シェルドン（ジョージ・クーパー・Sr.〈ランス・バーバー〉）

2021年
- トワイライト・ゾーン #3（ラスキー〈グレン・フレシュラー〉）
- プロディガル・サン2 殺人鬼の系譜 #13
- ベルグレービア 秘密だらけの邸宅街（ジェイムズ・トレンチャード〈フィリップ・グレニスター〉）

2022年
- ギレルモ・デル・トロの驚異の部屋（ギレルモ・デル・トロ〈本人〉）
- 大草原の小さな家（ジェイコブ〈リチャード・O・ハースト〉）※NHK BS4K版
- 時速493キロの恋（パク・マンス〈チョン・ベス〉）
- ジャスティス 彼らの選択（エイトール）
- ナショナル・トレジャー 一族の謎（ラファエル〈ジェイコブ・バルガス〉）
- ピースメイカー（ジョン・エコノモス〈スティーヴ・エイジー〉）

2023年
- フリーリッジ（トニオ〈J・R・ビジャレアル〉）
- レッスン in ケミストリー（リチャード・プライス博士）
- なぜ、エヴァンズに頼まなかったのか?（エンジェル / 謎の男〈ニコラス・アズベリー〉）
- アダマス 失われたダイヤ（カン・ヒョクピル本部長〈チェ・ドクムン〉）
- アルフ ファイナル・スペシャル（リース少尉〈スコット・マイケル・キャンベル〉）
- デイナの恐竜図鑑（ラフィおじさん〈アリ・ハッサン〉）
- マーダーズ・イン・ビルディング シーズン3（グレッグ〈エイドリアン・マルティネス〉）

2024年
- わずか1000ウォンの弁護士（サ・ムジャン〈パク・ジヌ〉）
- モスクワの伯爵（オシプ〈ジョニー・ハリス〉）
- ロード・オブ・ザ・リング:力の指輪 シーズン2（トム・ボンバディル〈ロリー・キニア〉）
- FBI: Most Wanted5 ～指名手配特捜班～ #2（ケマル・バーク）

2025年
- ザ・エージェンシー（ジェームズ・リチャードソン〈ヒュー・ボネヴィル〉）
- オッドスクワット出動! ヘンテコ捜査局 #8（バブリー・ボブ）

#### アニメ
- アンデルセン・ストーリーズ（妖精、夜警）
- おさるのジョージ（食料雑貨品店の主人、タクシー運転手、ハッサンおじさん、プール係）
- グリンチ（サム[50]）
- ゴジラ・ザ・シリーズ（兵士）
- 西遊記 ヒーロー・イズ・バック（猪八戒[51]）
- ジャッキー・チェン・アドベンチャー（ハク・フー）
- ズートピア（ジェリー・ジャンボ・ジュニア）
- スター・ウォーズ/クローン・ウォーズ（テレビシリーズ）（ロク・ダード）
- ターザン（雄ゴリラ）
- ティーン・タイタンズ（ニュウフの神様、熊）
- バード・ストーリー（ブッゾ）
- ペット（タトゥー）
- ペット2（シェップ[52]）
- ヘラクレス（男性）
- みんなあつまれ!ワンダーパーク（ブーマー）
- モンスター・ハウス（スカル）
- モンスターズ・ワーク（フリッツ）
- ロラックスおじさんの秘密の種（ビジネスマン）

### 舞台
- 夏の夜の夢（辛しの種）
- 猫の恋、昴は天にのぼりつめ（赤田まさお）
- 生きてるうちが華なのよ TAIAIR[53]

### その他
- 地球ドラマチック（声の出演）
  - 「玉の衣をまとった王〜古代中国の栄枯盛衰〜」
  - 「究極のツタンカーメン（後編）」
- モーガン・フリーマン 時空を超えて（声の出演）

### シリーズ一覧
1. ↑  第1期（2007年 - 2008年）、第2期『翼竜伝説』（2008年）
2. ↑  第1期（2008年）、第2期『-Second Age-』（2008年）
3. ↑  第2シリーズ『〜いたずらエイリアンの大冒険〜』（2010年）、第3シリーズ『〜ずっと最高のトモダチ〜』（2010年）、特別編『スティッチと砂の惑星』（2012年）